# Gamba Osaka
El Gamba Osaka (ガンバ大阪 Ganba Ōsaka?) es un club de fútbol japonés de la ciudad de Osaka. Fue fundado en 1980 por el grupo Panasonic, que es el patrocinador y principal propietario del club, junto a otras tres empresas. Los colores tradicionales del Gamba Osaka son el azul y el negro. Juega en la J1 League y disputa sus partidos como local en el Estadio de Fútbol de Suita.
El equipo fue uno de los diez clubes fundadores de la J. League, con la ciudad de Suita como terreno local utilizando el estadio creado para la Exposición General de primera categoría de Osaka (1970). El nombre en un juego de palabras con la palabra japonesa ganbaru (頑張る) que significa "esforzarse" o "intentar lo mejor de uno". También influyó en el nombre la forma del territorio que comprende la prefectura de Osaka, que curiosamente se asemeja a un pie y un tobillo.
El club es considerado en Japón como el más importante de toda la región de Kansai, adonde también pertenecen clubes como Cerezo Osaka, Vissel Kobe y Kyoto Sanga. Está catalogado como uno de los clubes grandes del país, disputando el "Derbi Nacional" frente al Urawa Red Diamonds y el Derbi de Osaka frente al vecino sureño Cerezo Osaka.

## Historia

### Matsushita Electric (Panasonic) SC (1980-1991)
El equipo fue fundado por Matsushita Electric (actual Panasonic) en 1980 para participar en el campeonato semiprofesional JSL, con ubicación en la prefectura de Nara. Su primera plantilla contó con múltiples jugadores procedentes del desaparecido Yanmar (actual Cerezo Osaka).

### Gamba Osaka (1992-actualidad)
El nombre inicial del equipo profesional era "Panasonic Gamba Osaka", fundado por Matsushita Electric en 1991. En 1993, con la creación de la J. League, figuró entre los equipos fundadores, bajo la dirección técnica de Kunishige Kamamoto. Pasó a ser el único equipo del área de Kansai en el primer campeonato de liga. Su participación se limitó a luchar por evitar los últimos puestos, y ningún jugador del equipo fue convocado a la selección nacional. Tras una racha de derrotas, el técnico fue cesado al año siguiente. No fue hasta 1997 cuando despegó en la clasificación, gracias a la contratación del delantero camerunés Patrick Mboma y a la proliferación de jóvenes talentos como Junichi Inamoto y Masashi Oguro.
A partir de la década de 2000 empieza a pelear los primeros puestos, y aunque terminaba perdiendo el ritmo en los últimos partidos de la temporada se forjó una reputación de buen equipo entre sus rivales. Consiguió resultados importantes, terminando habitualmente en los cinco primeros de alguna de las 2 etapas y en la tabla general del año.
En 2005 supuso el establecimiento de una liga regular, el equipo ganó su primera J. League Division 1. Tras un buen comienzo de temporada su estrella Tsuneyasu Miyamoto se lesionó, por lo que perdió el liderazgo en favor de su rival el Cerezo Osaka. Pero en la última jornada venció y aprovechó el empate de Cerezo para coronarse campeón. Obtuvo el título con 60 puntos. Del segundo al quinto puesto, 4 equipos lo escoltaron con 59 puntos. Al año siguiente firmaría una tercera posición.
El equipo comenzó 2007 de manera inmejorable, batiendo al campeón Urawa Red Diamonds 4 a 0 en Tokio y obteniendo así laSupercopa de Japón y la Copa J. League.

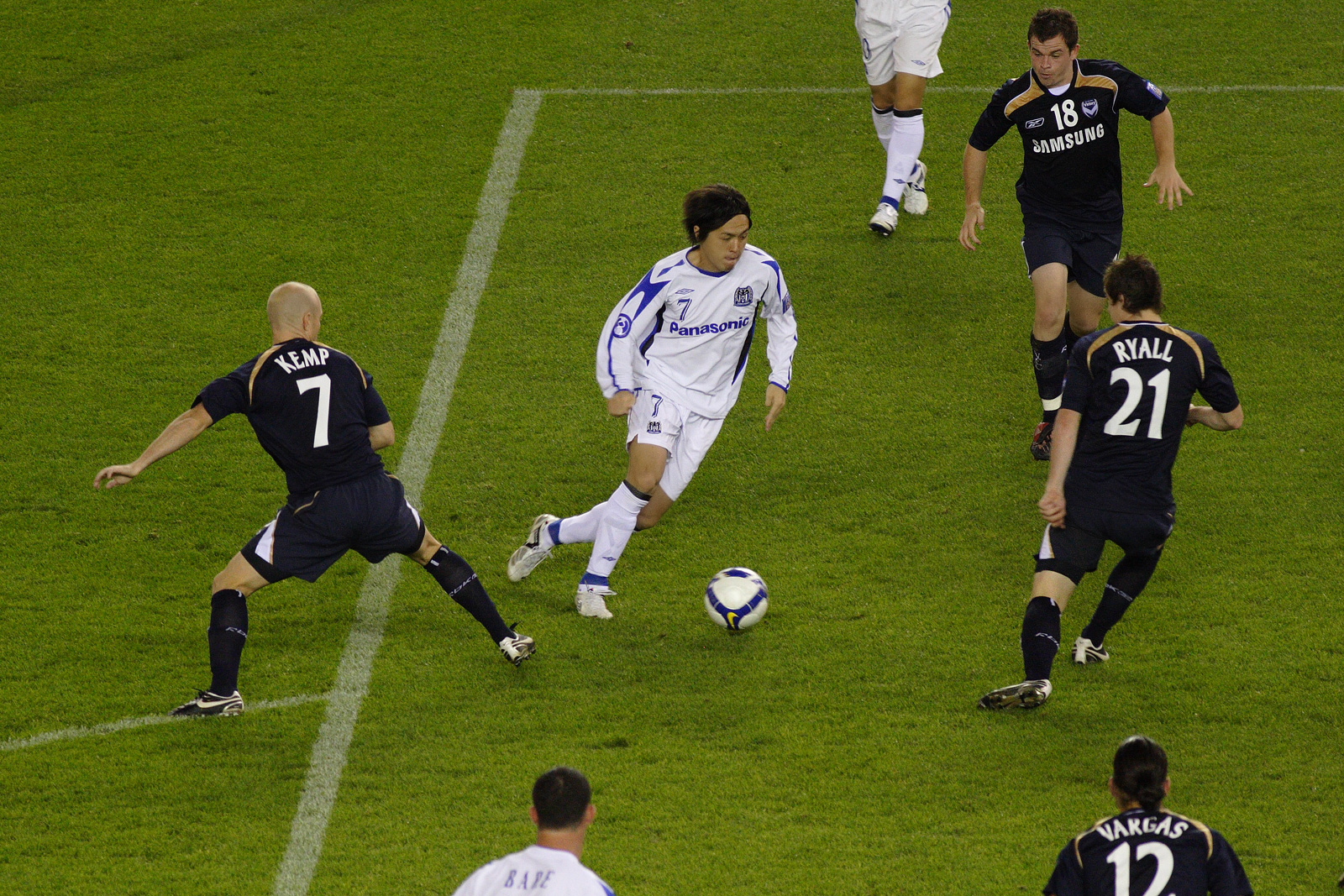
Endō # 7 en el Gamba Osaka ante el Melbourne Victory por la Liga de Campeones de la AFC 2008.

En 2008 consiguieron sus primeros títulos internacionales al vencer en la Campeonato Pan-Pacífico de Clubes y Liga de Campeones de la AFC. Promediando este año, disputa la Copa Suruga Bank contra Arsenal de Sarandi de Argentina, perdiendo 1 a 0 (gol de Carlos Casteglione para el equipo argentino).
A finales de este año participa en el Mundial de Clubes y logra el tercer puesto derrotando al Pachuca mexicano. Días después, coronaría la temporada ganando la Copa del Emperador.
Gamba Osaka logró un tercer puesto en la liga 2009 y nuevamente se consagra campeón de la Copa del Emperador. El 1 de diciembre de 2012, descendió a la J. League Division 2, tras perder por 2 a 1 ante el Júbilo Iwata y finalizó 17.º. A pesar de anotar más goles que cualquier otro equipo (incluido el campeón Sanfrecce Hiroshima) y tener una diferencia de goles positiva, su pobre defensa que también permitió más goles que cualquier otro equipo por encima de Consadole Sapporo (que descendió también), sería responsable de su descenso al final.
En 2014 regresa a la J. League Division 1, después de ser campeón de la J. League Division 2 en la temporada 2013. Luego de un comienzo un tanto irregular, logra una increíble remontada y finalmente se consagra campeón de la J. League Division 1, así como también de la Copa J. League y la Copa del Emperador obteniendo de esta forma la triple corona doméstica (logró obtenido únicamente por Kashima Antlers en la temporada 2000).
En febrero de 2015 se adjudicó nuevamente la Supercopa de Japón venciendo 2 a 0 al Urawa Red Diamonds en el estadio mundialista de Yokohama. El 1 de enero de 2016 se adjudica por quinta vez en su historia la Copa del Emperador derrotando al Urawa Reds y con el mismo marcador, pero esta vez en el Estadio Ajinomoto de la ciudad de Tokio.

## Uniforme
Si bien siempre tuvo al azul y el negro como sus colores principales, la camiseta titular del Gamba Osaka tiene un diseño a rayas verticales azules y negras desde la temporada 1997. Esto se debe a que Hiromitsu Isogai, que jugaba en Gamba Osaka al final de 1996, propuso un cambio a un patrón de rayas verticales. Curiosamente, él pasó a Urawa Red Diamonds en 1997, por lo que nunca lo usó.
| Primer uniforme | (Ver evolución) | Uniforme actual |

## Estadio

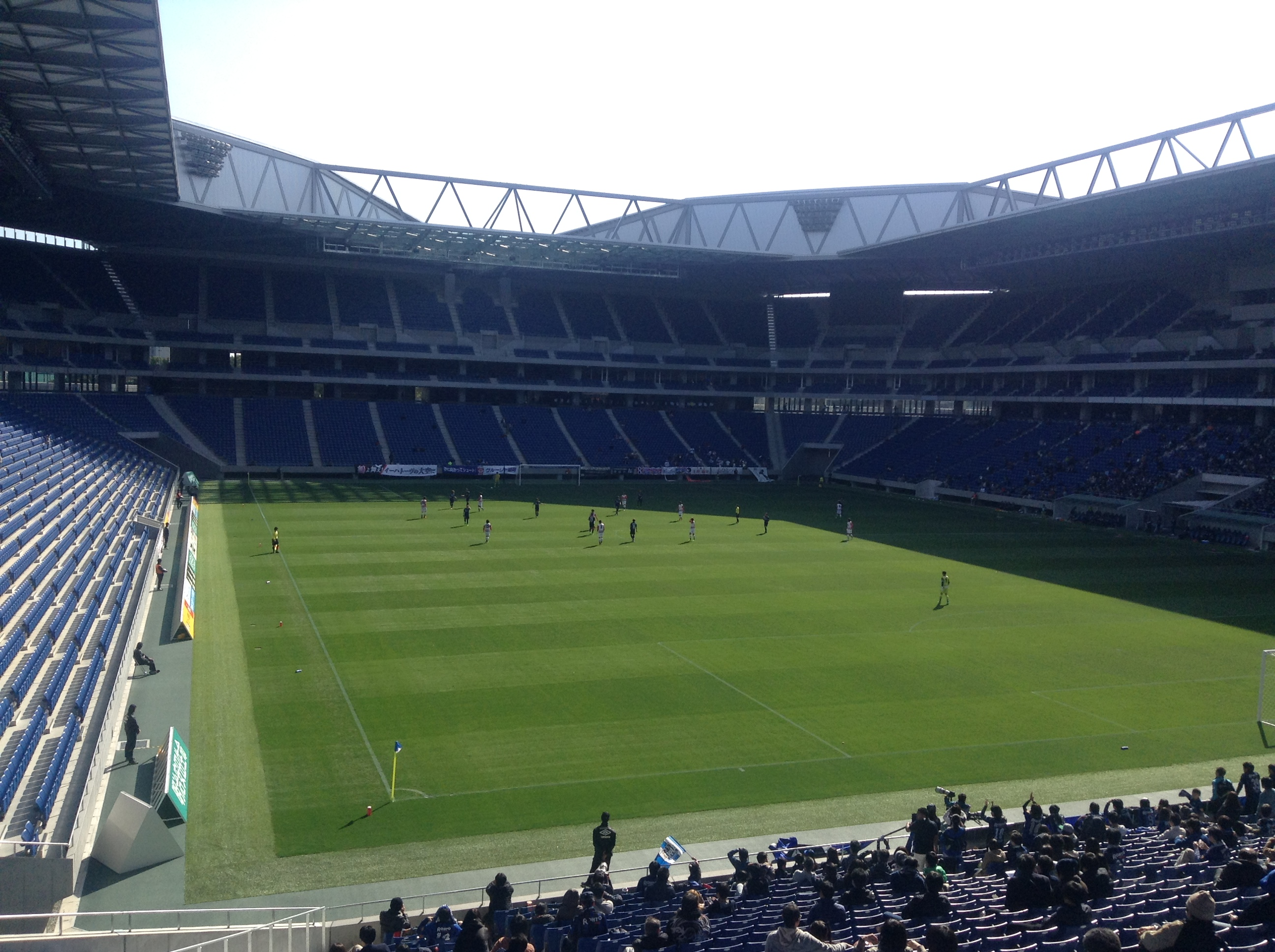
Estadio de Fútbol de Suita.

El club disputó sus partidos como local en el Estadio de la Expo '70 de Osaka de la ciudad de Suita, en la prefectura de Osaka entre los años 1993 y 2015.
La construcción del nuevo Estadio de Fútbol de Suita, recinto exclusivo para la práctica del fútbol, se llevó a cabo donde se encontraba el campo auxiliar de entrenamiento, muy próximo al antiguo estadio. El mismo fue terminado el 10 de octubre de 2015.

## Jugadores

### Jugadores en préstamo
| Prestados |

### Jugadores destacados
| Japón - Kenji Honnami - Tsuneyasu Miyamoto - Satoshi Yamaguchi - Akira Kaji - Hideo Hashimoto - Takahiro Futagawa - Hajime Isogai - Junichi Inamoto - Yosuke Fujigaya - Yasuhito Endo - Sota Nakazawa - Tomokazu Myōjin - Ryuji Bando - Akihiro Nagashima - Naoki Matsuyo - Kazuaki Koezuka (1989-1992) |  | Japón - Kaoru Asano (1992-1995) - Hirohito Nakamura (1993-1995) - Kazuya Matsuda (1993-1995) - Hiroto Yamamura (1993-1996) - Hideki Nomiyama (1995-1997) - Daiju Matsumoto (1996-1999) - Kojiro Kaimoto (1996-2000) - Koji Yoshinari (1997) - Koichi Ae (1999-2002) - Koichi Hashigaito (2000-2001) - Koki Habata (2002-2003) - Hirotaka Uchibayashi (2002-2003) - Katsuhisa Inamori (2012-2013) - Ayumu Matsumoto (2016) - Dai Tsukamoto (2019-) - Hayate Toma (2019-) - Ko Ise (2019-) - Jiro Nakamura (2019-) - Keishi Murakami (2019-) |  | AFC - Jia Xiuquan - Hwang Ui-Jo CAF - Patrick M'Boma UEFA - Nino Bule - Claude Dambury - Hans Gillhaus |  | CONMEBOL - Magno Alves - Fernandinho - Marcelinho Carioca - Araújo - Sidiclei - Lucas Chiaretti (2006) - Adi Rocha (2013) - Francisco Arce |

## Entrenadores
| Nombre                | Nacionalidad | Temporada         |
| --------------------- | ------------ | ----------------- |
| Kunishige Kamamoto    | Japón        | 1991-94           |
| Siegfried Held        | Alemania     | 1995              |
| Josip Kuže            | Croacia      | 1996-97           |
| Friedrich Koncilia    | Austria      | Noviembre 1997-98 |
| Frédéric Antonetti    | Francia      | Mayo 1998-99      |
| Hiroshi Hayano        | Japón        | Agosto 1999-01    |
| Kazuhiko Takemoto     | Japón        | Octubre de 2001   |
| Akira Nishino         | Japón        | 2002-11           |
| José Carlos Serrão    | Brasil       | 2012              |
| Masanobu Matsunami    | Japón        | 2012-13           |
| Kenta Hasegawa        | Japón        | 2013-17           |
| Levir Culpi           | Brasil       | 2018              |
| Tsuneyasu Miyamoto    | Japón        | 2018-2020         |
| Hiroshi Matsuda       | Japón        | 2020-2022         |
| Daniel Poyatos Algaba | España       | 2022-             |

## Participación en competiciones de la AFC y FIFA

#### Por competición
Nota: En negrita competiciones activas.
| Competición                         | Temp. | PJ | PG | PE | PP | GF  | GC  | Dif. | Puntos | Títulos | Subtítulos |
| ----------------------------------- | ----- | -- | -- | -- | -- | --- | --- | ---- | ------ | ------- | ---------- |
| Liga de Campeones de la AFC         | 10    | 76 | 34 | 17 | 25 | 150 | 97  | +53  | 119    | 1       | –          |
| Copa Mundial de Clubes de la FIFA   | 1     | 3  | 2  | 0  | 1  | 5   | 5   | 0    | 6      | –       | –          |
| Copa Suruga Bank                    | 2     | 2  | 0  | 0  | 2  | 0   | 4   | -4   | 0      | –       | 2          |
| Total                               | 13    | 81 | 36 | 17 | 28 | 155 | 106 | +49  | 125    | 1       | 2          |
| Actualizado a la Temporada 2021-22. |       |    |    |    |    |     |     |      |        |         |            |

#### Participaciones
- Liga de Campeones de la AFC (10): 2006, 2008, 2009, 2010, 2011, 2012, 2015, 2016, 2017, 2021
- Copa Mundial de Clubes de la FIFA (1): 2008
- Copa Suruga Bank (2): 2008, 2015

## Récord
| Año                    | Serie Suntory           | Serie NICOS             | Ranking Anual           |
| ---------------------- | ----------------------- | ----------------------- | ----------------------- |
| 1993 (10 equipos)      | 8.º (8PG 10PP)          | 6.º (8PG 10PP)          | 10.º puesto             |
| 1994 (12 equipos)      | 10.º (7PG 15PP)         | 10.º (8PG 14PP)         | 10.º puesto             |
| 1995 (14 equipos)      | 11.º (10PG 16PP)        | 13.º (8PG 18PP)         | 14.º puesto             |
| Temporada              | Ranking Anual           | Ranking Anual           | Ranking Anual           |
| 1996 (16 equipos)      | 12.º (11PG 19PP)        | 12.º (11PG 19PP)        | 12.º (11PG 19PP)        |
| Temporada              | 1.ª etapa               | 2.ª etapa               | Ranking anual           |
| 1997 (17 equipos)      | 8.º (8PG 8PP)           | 2.º (12PG 4PP)          | Cuarto puesto           |
| 1998 (18 equipos)      | 14.º (7PG 10PP)         | 16.º (5PG 12PP)         | 15.º puesto             |
| 1999 (16 equipos)      | 10.º (6PG 9PP)          | 13.º (5PG 1PE 9PP)      | 11.º puesto             |
| 2000 (16 equipos)      | 13.º (5PG 2PE 8PP)      | 4.º (10PG 5PP)          | 6.º puesto              |
| 2001 (16 equipos)      | 5.º (9PG 6PP)           | 11.º (5PG 2PE 8PP)      | 7.º puesto              |
| 2002 (16 equipos)      | 4.º (9PG 1PE 5PP)       | 2.º (10PG 5PP)          | Tercer puesto           |
| 2003 (16 equipos)      | 12.º (4PG 4PE 7PP)      | 7.º (6PG 5PE 4PP)       | 10.º puesto             |
| 2004 (16 equipos)      | 4.º (7PG 3PE 5PP)       | 3.º (8PG 3PE 4PP)       | Tercer puesto           |
| Temporada              | Ranking Anual           | Ranking Anual           | Ranking Anual           |
| 2005 (18 equipos)      | Campeón (18PG 6PE 10PP) | Campeón (18PG 6PE 10PP) | Campeón (18PG 6PE 10PP) |
| 2006 (18 equipos)      | 3.º (20PG 6PE 8PP)      | 3.º (20PG 6PE 8PP)      | 3.º (20PG 6PE 8PP)      |
| 2007 (18 equipos)      | 3.º (19PG 5PE 10PP)     | 3.º (19PG 5PE 10PP)     | 3.º (19PG 5PE 10PP)     |
| 2008 (18 equipos)      | 8.º (14PG 8PE 12PP)     | 8.º (14PG 8PE 12PP)     | 8.º (14PG 8PE 12PP)     |
| 2009 (18 equipos)      | 3.º (18PG 6PE 10PP)     | 3.º (18PG 6PE 10PP)     | 3.º (18PG 6PE 10PP)     |
| 2010 (18 equipos)      | 2.º (18PG 8PE 8PP)      | 2.º (18PG 8PE 8PP)      | 2.º (18PG 8PE 8PP)      |
| 2011 (18 equipos)      | 3.º (21PG 7PE 6PP)      | 3.º (21PG 7PE 6PP)      | 3.º (21PG 7PE 6PP)      |
| 2012 (18 equipos)      | 17.º (9PG 11PE 14PP)    | 17.º (9PG 11PE 14PP)    | 17.º (9PG 11PE 14PP)    |
| 2013 (22 equipos - J2) | Campeón (25PG 12PE 5PP) | Campeón (25PG 12PE 5PP) | Campeón (25PG 12PE 5PP) |
| 2014 (18 equipos)      | Campeón (19PG 6PE 9PP)  | Campeón (19PG 6PE 9PP)  | Campeón (19PG 6PE 9PP)  |
| 2015 (18 equipos)      | 3.º (18PG 9PE 7PP)      | 3.º (18PG 9PE 7PP)      | 3.º (18PG 9PE 7PP)      |
| 2016 (18 equipos)      | 4.º (17PG 7PE 10PP)     | 4.º (17PG 7PE 10PP)     | 4.º (17PG 7PE 10PP)     |
| 2017 (18 equipos)      | 10.º (11PG 10PE 13PP)   | 10.º (11PG 10PE 13PP)   | 10.º (11PG 10PE 13PP)   |
| 2018 (18 equipos)      | 9.º (14PG 6PE 14PP)     | 9.º (14PG 6PE 14PP)     | 9.º (14PG 6PE 14PP)     |
| 2019 (18 equipos)      | 7.º (12PG 11PE 11PP)    | 7.º (12PG 11PE 11PP)    | 7.º (12PG 11PE 11PP)    |

## Rivalidades
Derbi de Osaka
Este derbi enfrenta desde 1986 a los dos equipos más importantes de la prefectura de Osaka, el Gamba Osaka representando a Suita y el Cerezo Osaka representando a la ciudad de Osaka.
Derbi Nacional
Durante fines de los años 2000 y hasta la actualidad (en menor medida), los partidos entre los dos equipos más fuertes de aquella época Gamba Osaka y el Urawa Reds son considerado como el Derbi Nacional, sobre todo después de que ambos clubes conquistaran la AFC Champions League.
Derbi de Kansai
El derbi donde los equipos representan a las ciudades Osaka, Kioto y Kobe, ubicadas dentro de la región de Kansai y representadas por el Gamba Osaka, Cerezo Osaka, Kyoto Sanga y Vissel Kobe respectivamente.
Derbi de Hanshin
Este es el derbi consiste en los partidos que disputan los equipos de Osaka (Gamba Osaka y Cerezo Osaka) contra los de Kobe (Vissel Kobe).
Derbi de Keihan
Este es el derbi que enfrenta a los equipos de Osaka (Gamba Osaka y Cerezo Osaka) contra los de Kioto (Kyoto Sanga).

## Palmarés

### Títulos nacionales
Gamba Osaka (Era profesional)
| Competición              | Títulos                 | Subcampeonatos          |
| ------------------------ | ----------------------- | ----------------------- |
| J1 League (2/2)          | 2005, 2014.             | 2010, 2015.             |
| Copa del Emperador (4/4) | 2008, 2009, 2014, 2015. | 2006, 2012, 2020, 2024. |
| Copa J. League (2/3)     | 2007, 2014.             | 2005, 2015, 2016.       |
| Supercopa de Japón (2/4) | 2007, 2015.             | 2006, 2009, 2010, 2016. |
| J2 League (1/0)          | 2013.                   |                         |

Matsushita Electric SC (Era amateur)
| Competición                          | Títulos  | Subcampeonatos |
| ------------------------------------ | -------- | -------------- |
| Copa Nacional Amateur Japonesa (1/0) | 1983.    |                |
| JSL Division 2 (1/0)                 | 1985/86. |                |
| Copa del Emperador (1/0)             | 1990.    |                |

### Títulos internacionales
| Competición                       | Títulos | Subcampeonatos |
| --------------------------------- | ------- | -------------- |
| Liga de Campeones de la AFC (1/0) | 2008.   |                |
| Copa Suruga Bank (0/2)            |         | 2008, 2015.    |

### Títulos internacionales no oficiales
- Copa de la Reina (1): 1992
- Campeonato Pan-Pacífico de Clubes (1): 2008.
- Subcampeón de la Copa de Campeones A3 (1): 2006.